# Phragmipedium roethianum
Phragmipedium roethianum là một loài thực vật có hoa trong họ Lan. Loài này được O.Gruss & Kalina miêu tả khoa học đầu tiên năm 1998.